# Llista de cràters de Dàctil
En aquest article només es mostra els noms oficials aprovats per la Unió Astronòmica Internacional (UAI).
Aquesta és una llista de cràters amb nom de Dàctil, el satèl·lit natural de l'asteroide (243) Ida, un cos celeste situat al cinturó principal d'asteroides amb el qual forma un sistema binari. Tots els cràters han estat identificats durant la missió de la sonda espacial Galileo, l'única que ha arribat fins ara a Dàctil.
El 2019, els 2 cràters amb nom de Dàctil representaven el 0,03% dels 5475 cràters amb nom del Sistema Solar. Altres cossos amb cràters amb nom són Amaltea (2), Ariel (17), Cal·listo (142), Caront (6), Ceres (115), Deimos (2), Dione (73), Encèlad (53), Epimeteu (2), Eros (37), Europa (41), Febe (24), Fobos (17), Ganímedes (132), Gaspra (31), Hiperió (4), Ida (21), Itokawa (10), Janus (4), Japet (58), Lluna (1624), Lutècia (19), Mart (1124), Mathilde (23), Mercuri (402), Mimas (35), Miranda (7), Oberó (9), Plutó (5), Proteu (1), Puck (3), Rea (128), Šteins (23), Tebe (1), Terra (190), Tetis (50), Tità (11), Titània (15), Tritó (9), Umbriel (13), Venus (900), i Vesta (90).

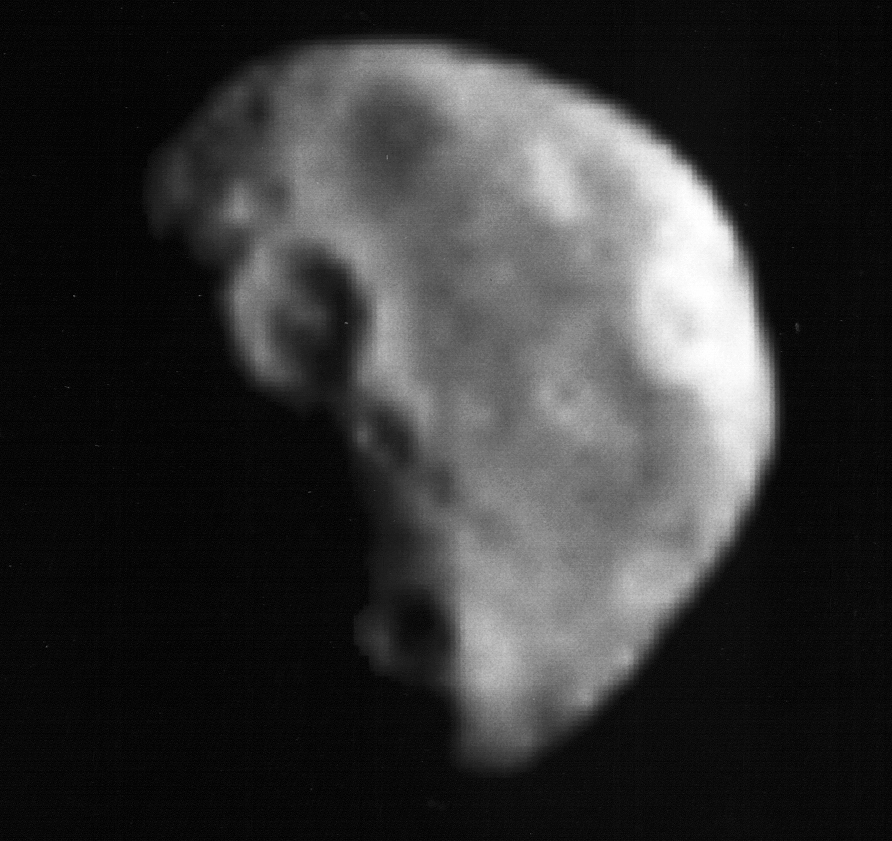
Imatge de Dàctil ((243) Ida I Dactyl)
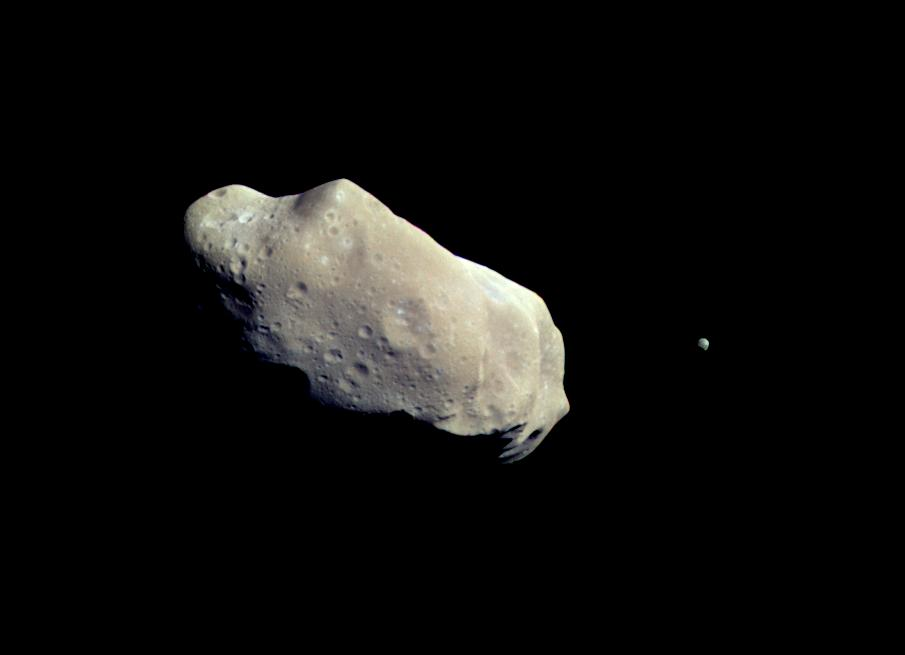
(243) Ida (esquerra) i Dàctil (dreta). Foto presa per la sonda espacial Galileo.

## Llista
Els cràters de Dàctil porten els noms dels dàctils del mont Ida.
| Cràter | Coordenades                | Diàmetre (km) | Epònim                   | Ref.  |
| ------ | -------------------------- | ------------- | ------------------------ | ----- |
| Acmon  | 39° S, 138° E / 39°S,138°E | 0,3           | Acmon, un dels dàctils.  | WGPSN |
| Celmis | 46° S, 220° O / 46°S,220°O | 0,2           | Celmis, un dels dàctils. | WGPSN |